# Dahl (Overath)
Dahl ist ein Ortsteil von Marialinden in der Stadt Overath im Rheinisch-Bergischen Kreis in Nordrhein-Westfalen, Deutschland.

## Lage und Beschreibung
Der kleine, landwirtschaftlich geprägte Ortsteil Dahl ist von Landwehr aus über die Dahler Straße zu erreichen; darüber hinaus verbindet  ein Forstweg das benachbarte Krahwinkel mit Dahl. Neben einem Gartenbaubetrieb finden sich hier vor allem Waldbestände,  ein Reitweg führt von der Gegend um den Heckberg an Dahl vorbei. Weite Bereiche stehen unter Landschaftsschutz. Das Gebiet zählt naturräumlich zum Marialinder Riedelland.

## Geschichte
Der Name des Orts bezieht sich auf einen Henricus de Dahle, der hier im 13. Jahrhundert einen Lehnshof bewohnte.
Die Topographia Ducatus Montani des Erich Philipp Ploennies, Blatt Amt Steinbach, belegt, dass der Wohnplatz bereits 1715 ein Freihof war, der als Dahle beschriftet ist. Carl Friedrich von Wiebeking benennt die Hofschaft auf seiner Charte des Herzogthums Berg 1789 als Thal. Aus ihr geht hervor, dass der Ort zu dieser Zeit Teil der Honschaft Miebach im Kirchspiel Overath war.
Der Ort ist auf der Topographischen Aufnahme der Rheinlande von 1825 als Thal verzeichnet. Die Preußische Uraufnahme von 1845 zeigt den Wohnplatz unter dem Namen Dahl. Ab der Preußischen Neuaufnahme von 1892 ist der Ort auf Messtischblättern regelmäßig als Dahl verzeichnet.
1822 lebten 20 Menschen im als Hof kategorisierten Ort, der nach dem Zusammenbruch der napoleonischen Administration und deren Ablösung zur Bürgermeisterei Overath im Kreis Mülheim am Rhein gehörte. Für das Jahr 1830 werden für den als Hof bezeichneten Ort 23 Einwohner angegeben. Der 1845 laut der Uebersicht des Regierungs-Bezirks Cöln als Dahl bezeichneten und als Weiler kategorisierte Ort besaß zu dieser Zeit sechs Wohngebäude mit 27 Einwohnern, alle katholischen Bekenntnisses. Die Gemeinde- und Gutbezirksstatistik der Rheinprovinz führt Dahl 1871 mit einem Wohnhaus und vier Einwohnern auf. Im Gemeindelexikon für die Provinz Rheinland von 1888 werden für Dahl fünf Wohnhäuser mit 22 Einwohnern angegeben. 1895 besitzt der Ort vier Wohnhäuser mit zehn Einwohnern und gehörte konfessionell zum katholischen Kirchspiel Marialinden, 1905 werden zwei Wohnhäuser und elf Einwohner angegeben.

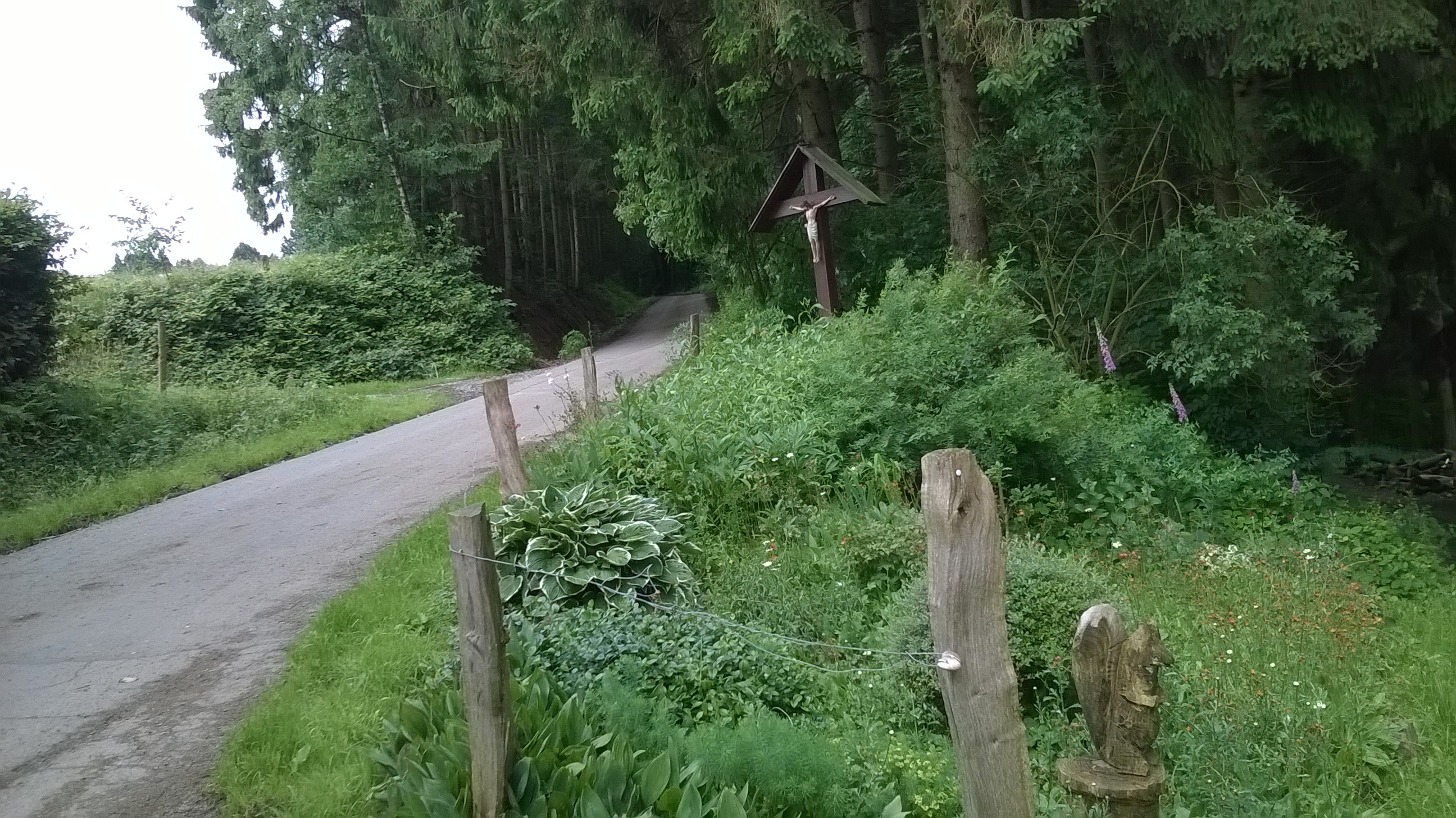
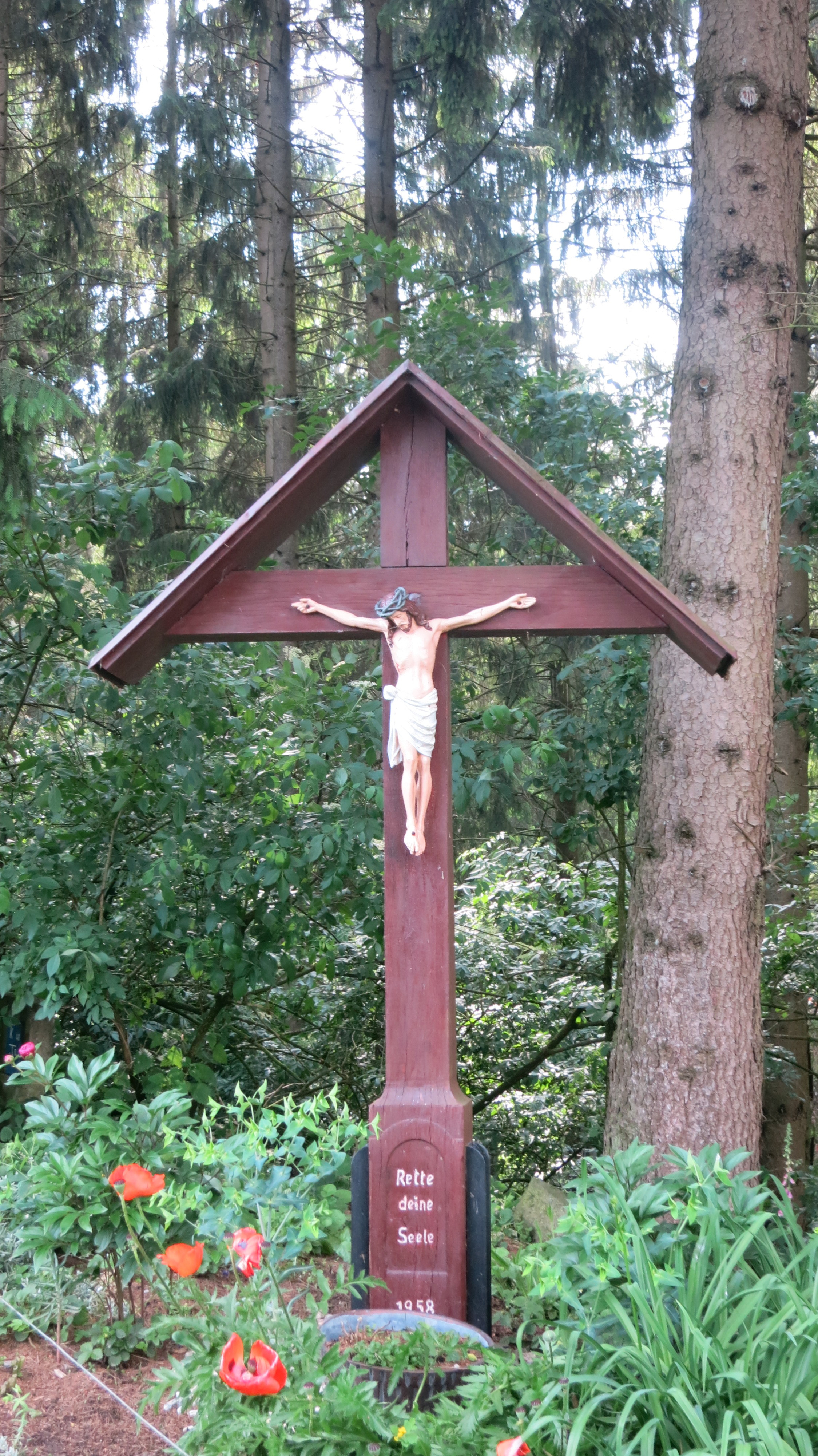
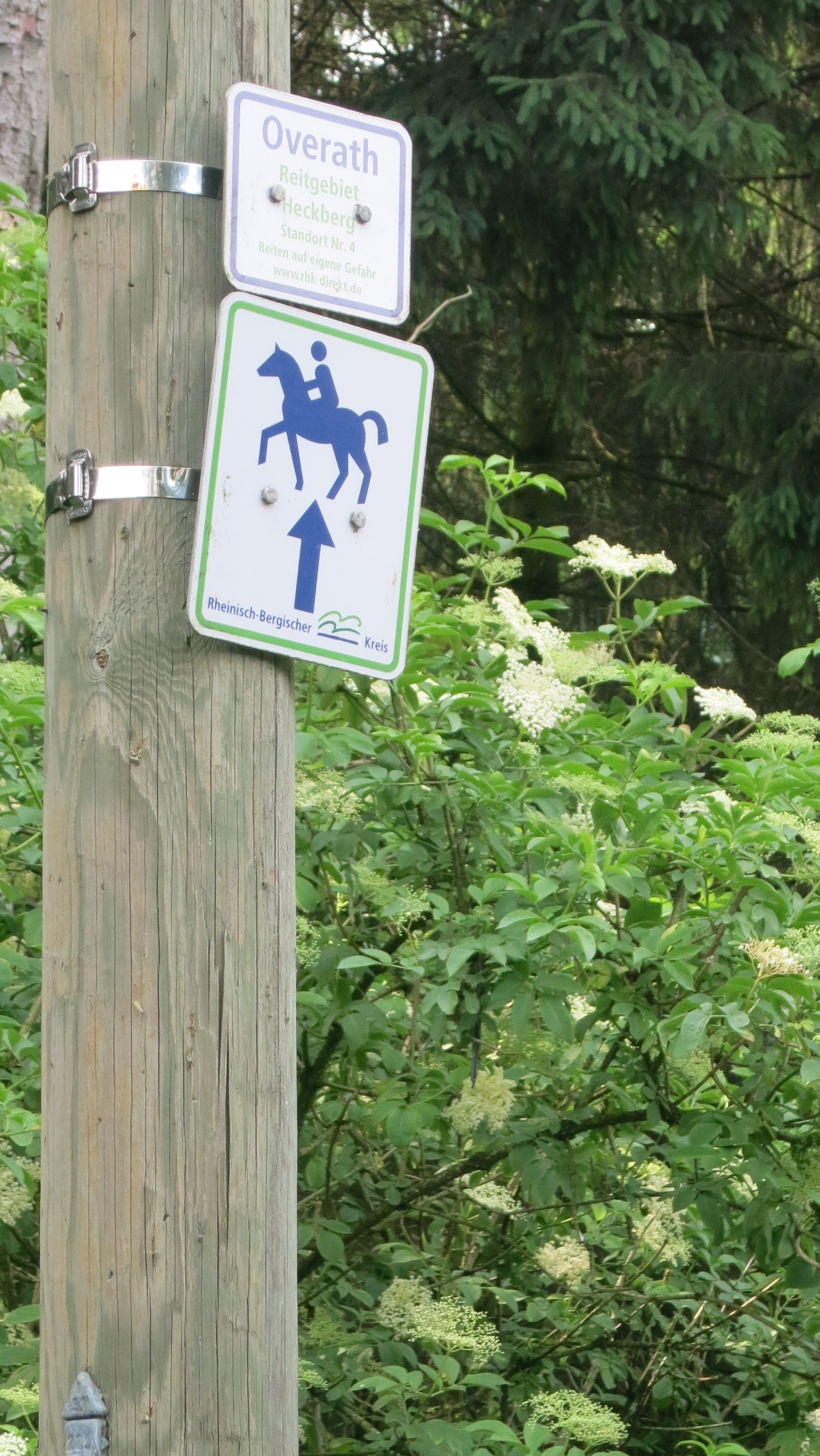
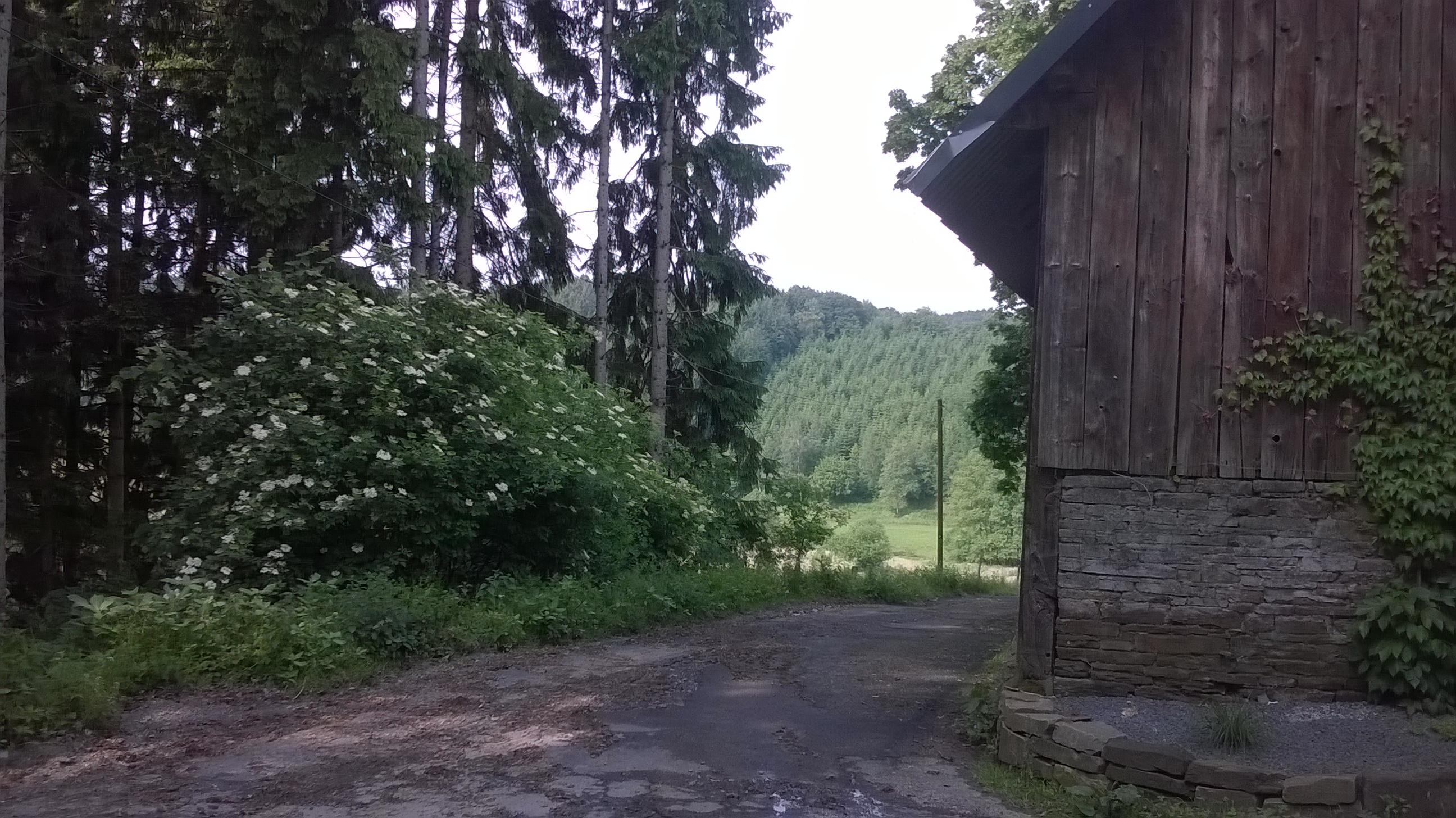